# Steve Kmak
Steve "Fuzz" Kmak (født 26. marts 1970) er en amerikansk bassist mest kendt for sit arbejde i heavy metalbandet Disturbed. Efter albummet Believe fra Disturbed forlod Steve bandet. Han blev erstattet af Matt Konopinski og senere hen John Moyer som var med til at indspille Ten Thousand Fists. 
Alle fem medlemmer har været tavse og ikke givet nogen begrundelse for hvorfor Steve forlod bandet hvis han ikke blev fyret. Steves egen korte begrundelse var bare han snart skulle være far til en lille pige men ingen har hverken fået pigens navn eller fødselsdag at vide.[kilde mangler]